# HNRPA3
HNRPA3‏ (Heterogeneous nuclear ribonucleoprotein A3) هوَ بروتين يُشَفر بواسطة جين HNRPA3 في الإنسان.